# 哈姆雷特 (北卡羅萊納州)
哈姆雷特（英語：Hamlet）是一個位於美國北卡羅萊納州里奇蒙縣的城市。

## 人口
根據2020年美國人口普查的數據，哈姆雷特的面積為13.87平方千米，當中陸地面積為13.64平方千米，而水域面積為0.22平方千米。當地共有人口6025人，而人口密度為每平方千米434人。